# 28 км
28 км (рос. 28 км) — селище у складі Акбулацького району Оренбурзької області, Росія.

## Населення
Населення — 20 осіб (2010; 35 у 2002).
Національний склад (станом на 2002 рік):
- казахи — 66 %